# Burgruine Saxenegg

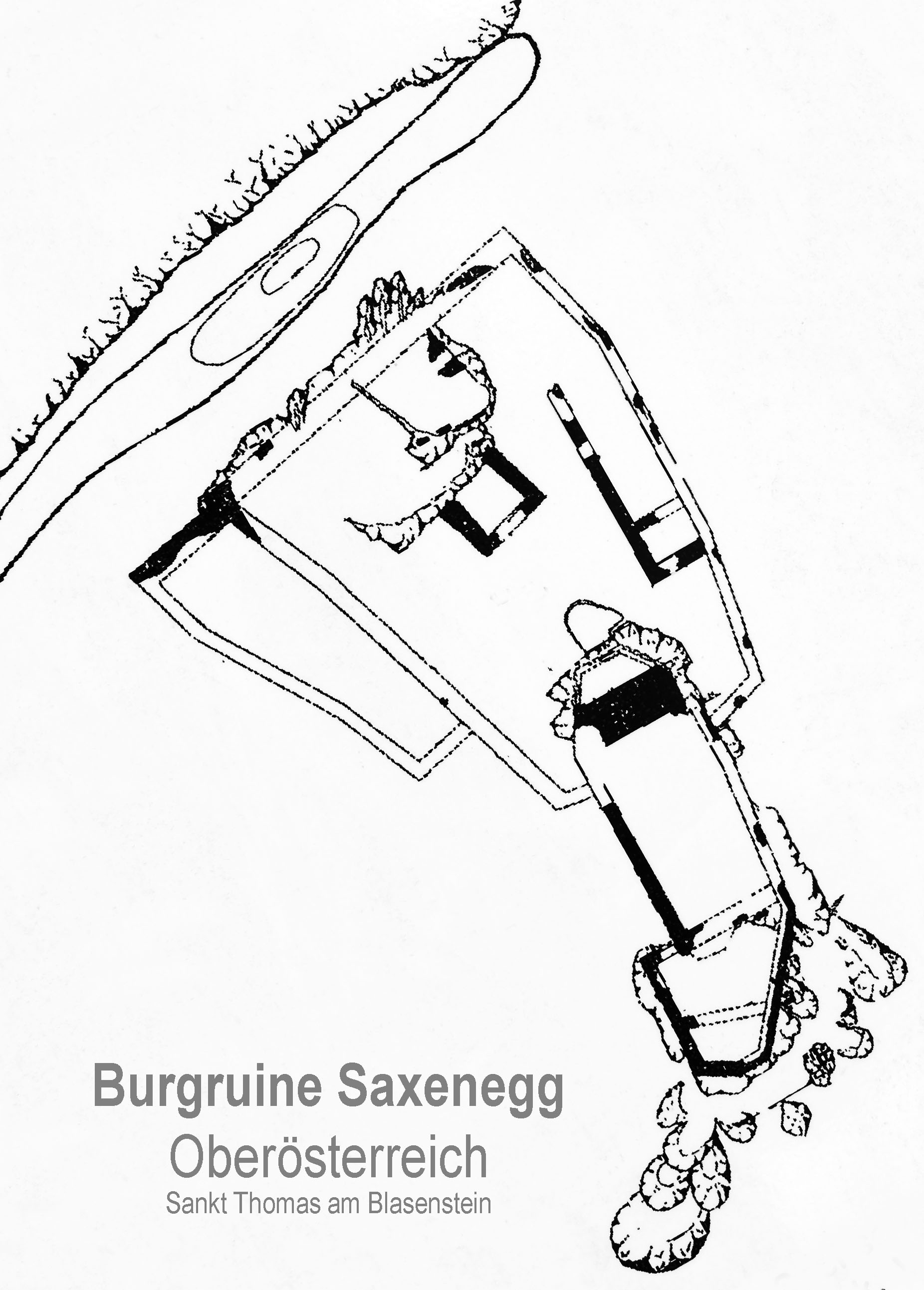
Planskizze (Hinweistafel) Saxenegg

Burgruine Saxenegg ist eine stark verfallene ehemalige Burganlage im Gemeindegebiet von St. Thomas am Blasenstein im Bezirk Perg im Mühlviertel in Oberösterreich.
Der Name Saxenegg kommt vom alten Namen die Sachsen (Gewässername) für den heutigen Käfermühlbach, der weiter unten Klambach heißt.

## Lage
Die Ruine der Höhenburg liegt auf einer nach Süden, Osten und Westen stark abfallenden, bewaldeten Hügelkuppe in 530 m ü. A. zwischen den Bächen Käfermühlbach und Hinterbergerbach (früher Saxeneggerbach). Der Burgberg ist in südwestlicher Richtung rund 2,3 km (Luftlinie) von St. Thomas am Blasenstein entfernt. Benachbarte Burgen waren Blasenstein und Windhaag. 
Erreichbar ist die Ruine auf forstlichen Wegen vom Käfermühlbachtal aus (Hinweistafel), oder auf landwirtschaftlichen Wegen vom Gehöft Ober St. Thomas Nr. 8 aus.

## Beschreibung
Die umbaute Gesamtfläche der eigentlichen Höhenburg betrug 1.707 m². Sie lag auf einem nach Süden vorspringenden Felssporn, nun Waldgelände. 
Der Zugang zur Burg war im Nordwesten. Der noch heute 10 m tiefe und 20 m breite Halsgraben ist noch immer gewaltig. Von einem Torbauwerk fehlt jede Spur. Anschließend an den Halsgraben folgt nach Südosten hin der Vorburgfelsen. Er trug bastionsartige Bauwerke. Spärliche Sockelmauern erhielten sich. 
Wieder anschließend folgt etwas tiefer das trapezförmige Vorburgplateau, ~40 m lang. Die Umfassungsmauern sind erkennbar als Kante zum Steilabfall. Bodenwülste kennzeichnen eckige Gebäudemauern. Besonderheit ist die erhaltene runde (nicht eckige) Zisterne unterhalb des eigentlichen Burgfelsens. 
Der Burgfelsen, etwas bucklig und mit den Kennzeichen der mühlvierteltypischen Wollsackverwitterung, trug einst den 17 m hohen viereckigen Bergfried. Nach den Erkenntnissen von Alfred Höllhuber waren vom Bergfried die drei Mauern zur Angriffsseite hin bereits frühzeitig abgerutscht oder abgetragen worden. Erhalten geblieben war offenbar nur die alte Südostmauer des Bergfrieds. Um diese zu verstärken, griff man zu einer neuen Lösung. Man erbaute eine 2,55 m dicke Schutzmauer, die die alte Südostmauer zur Angriffsseite hin verstärkte. So entstand als Ersatz für den Bergfried eine 3,9 m dicke Doppelmauer in der Art einer Schildmauer. Der hochgelegene rundbogige Bergfriedeingang in der alten Südostmauer blieb dabei erhalten und weiterverwendet als Sitznische oder Ähnlichem. 
Die alte Südostmauer des Bergfrieds stürzte samt Sitznische nun nach 1980 auch in sich zusammen. Nur niedere Reste und ein Schuttkegel blieben bestehen. Erhalten und heute noch sichtbar blieb jedoch die 2,55 m dicke und noch immer mächtige Schutzmauer. Die Position des Bergfriedeingangs kann in Spuren im Mauerwerk erkannt werden. 
Die im Südosten an die Doppelmauer anschließende Hauptburg mit dem Palas war ~30 m lang. Von ihr blieben die Geländeterrassen und ein paar gewaltige Stützmauern erhalten. Steiles Gelände hinunter zum Käfermühlbach und Hinterbergerbach umgibt alles. 
Die Landkarte von C. Beutler zeigt außerhalb der Burg die Beschriftung Hausgarten und ein Gebäude. Der noch erkennbare viereckig abgeplattete Hügel ~75 m nordwestlich des Halsgrabens mag damit in Beziehung stehen. Der eigentliche Meierhof lag auf der anderen Seite des Hinterbergerbaches auf weniger steilem Gelände am Hofberg (Gehöft Hofberger, Saxenegg Nr. 6, Gemeinde Münzbach).

## Geschichte
Die genaue Entstehungszeit der Burg Saxenegg ist nicht bekannt. Erstmals urkundlich erwähnt wurde sie am 12. März 1297. Als Besitzer wurden zu dieser Zeit Ulrich und Wernhart den Sechseneker genannt.
1342 gab Herzog Albrecht II. die Burg Burghart dem Kneusser zum Lehen. 1382 verkaufte Hans der Kneusser die Anlage an Herzog Albrecht III. Zu dieser Zeit gehörten zur Herrschaft Saxenegg 14 Höfe, 22 ½ Lehen und 23 Hofstätten in den umliegenden Pfarren. 
Danach wechselte die Herrschaft mehrmals ihren Lehensträger: Zunächst ging sie an Wolf dem Schenk von Dobra, 1403 an Hans den Ruckendorfer, 1405 an Albrecht dem Schweinwarter, 1410 an die Brüder Erhard und Wilhelm von Zelking. 
Das Geschlecht der Zelkinger blieb fortan im Besitz von Saxenegg. In den Jahren 1424–1432 kam die Burg wahrscheinlich durch Hussitenheere zu Schaden. Überliefert blieb, dass die Hussiten von Südosten her, also über das Käfermühlbachtal hinweg die Burg mit Kanonen beschossen hätten. Jedenfalls gestattete König Albrecht II. den Zelkingern am 26. Mai 1438 „die vest Sechsenekg die etwas pawfellig ist, als wir vernemen, abzeprechen vnd zu vernichten“. 
Die Burg wurde ab diesem Datum größtenteils aufgegeben. Das Inventar der Burgkapelle vermachte Christoph von Zelking 1473 der Pfarrkirche von Kefermarkt. Die Herrschaft Saxenegg, zu der auch Nutzrechte an umliegendem Gebiet gehörten, etwa an Gewässern (Fischerei), Forst (Holz) oder der Wildbann, wurde 1493 von den Gebrüdern Prüschenk auf Greinburg erworben. 1525 ging der Besitz an Anna Prager (Witwe des Ladislaus Prager) und ihre Söhne. Die Herrschaft wurde fortan von der Herrschaft Windhaag aus verwaltet, bis 1848 die Grundobrigkeit aufgehoben wurde. Überliefert blieb, dass 1848 Bürger und Bauern aus der Umgebung auf dem Tanzanger (Örtlichkeit für Feste) am Fuß der Burgruine ein Freiheitsfest feierten.

## Bildergalerie

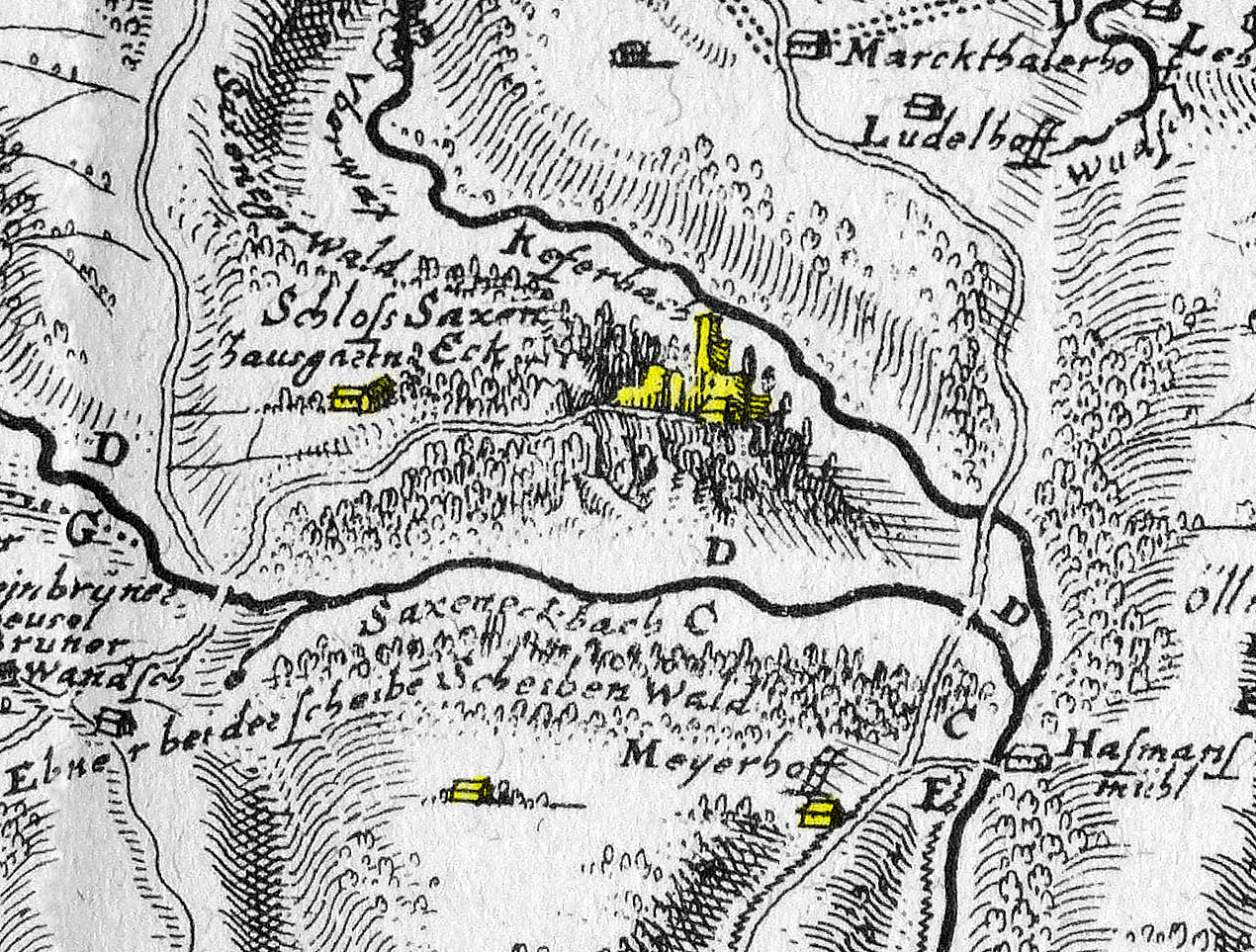
Saxenegg 1656 von Clemens Beutler
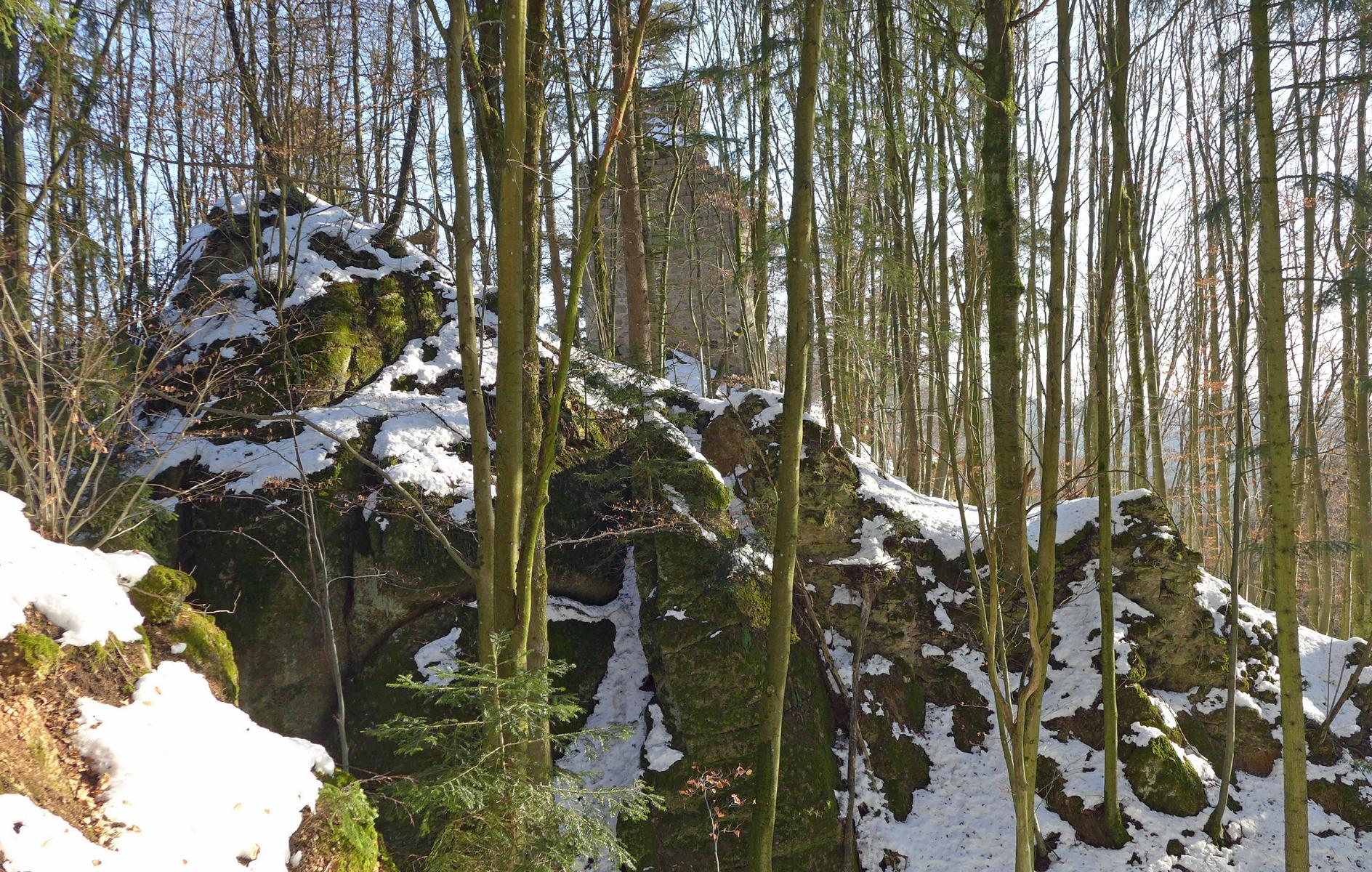
Halsgraben und Vorburgfelsen von Norden gesehen
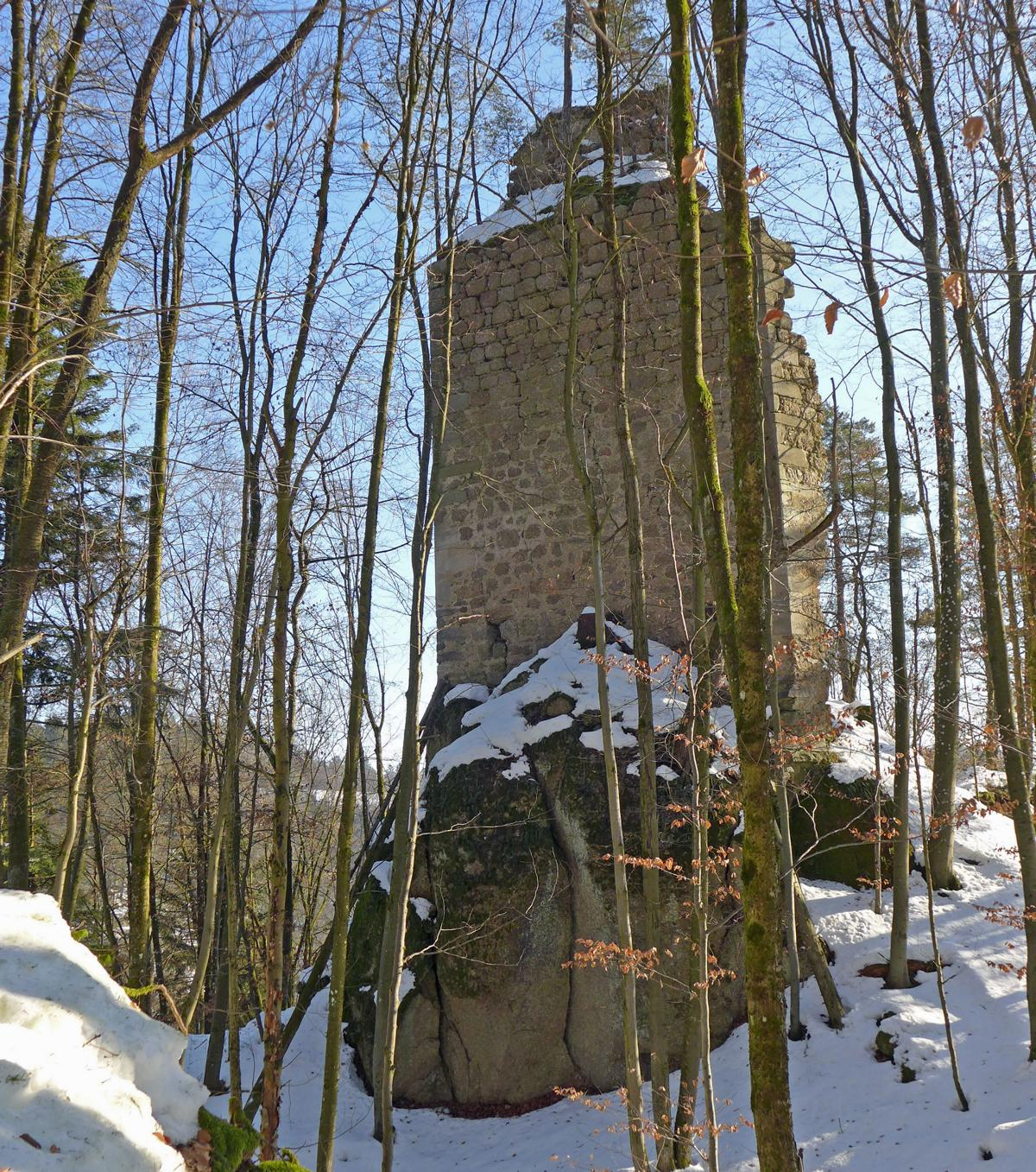
Burgfelsen und Schutzmauer von Norden gesehen
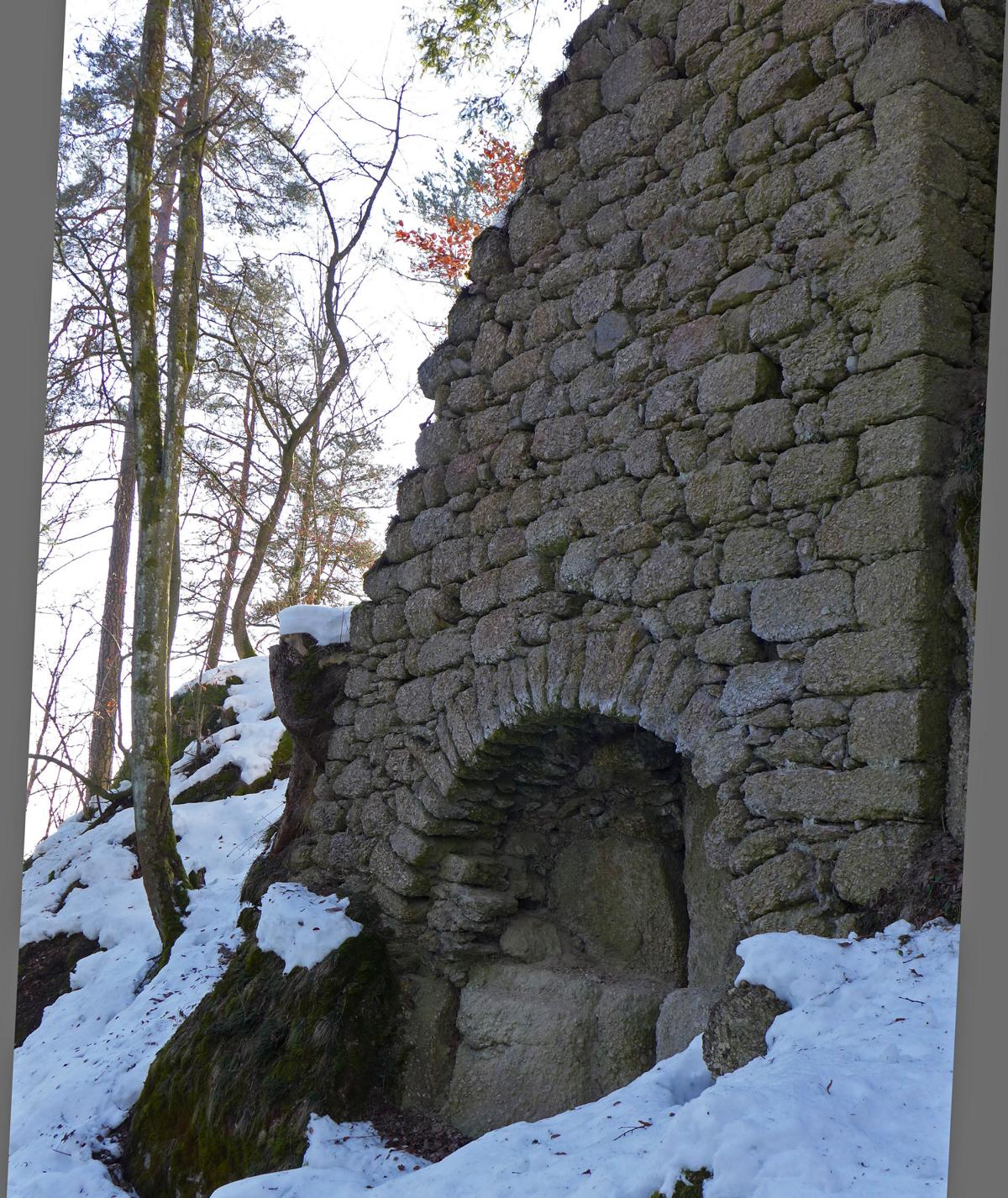
Rundbogen im Osten der Schutzmauer
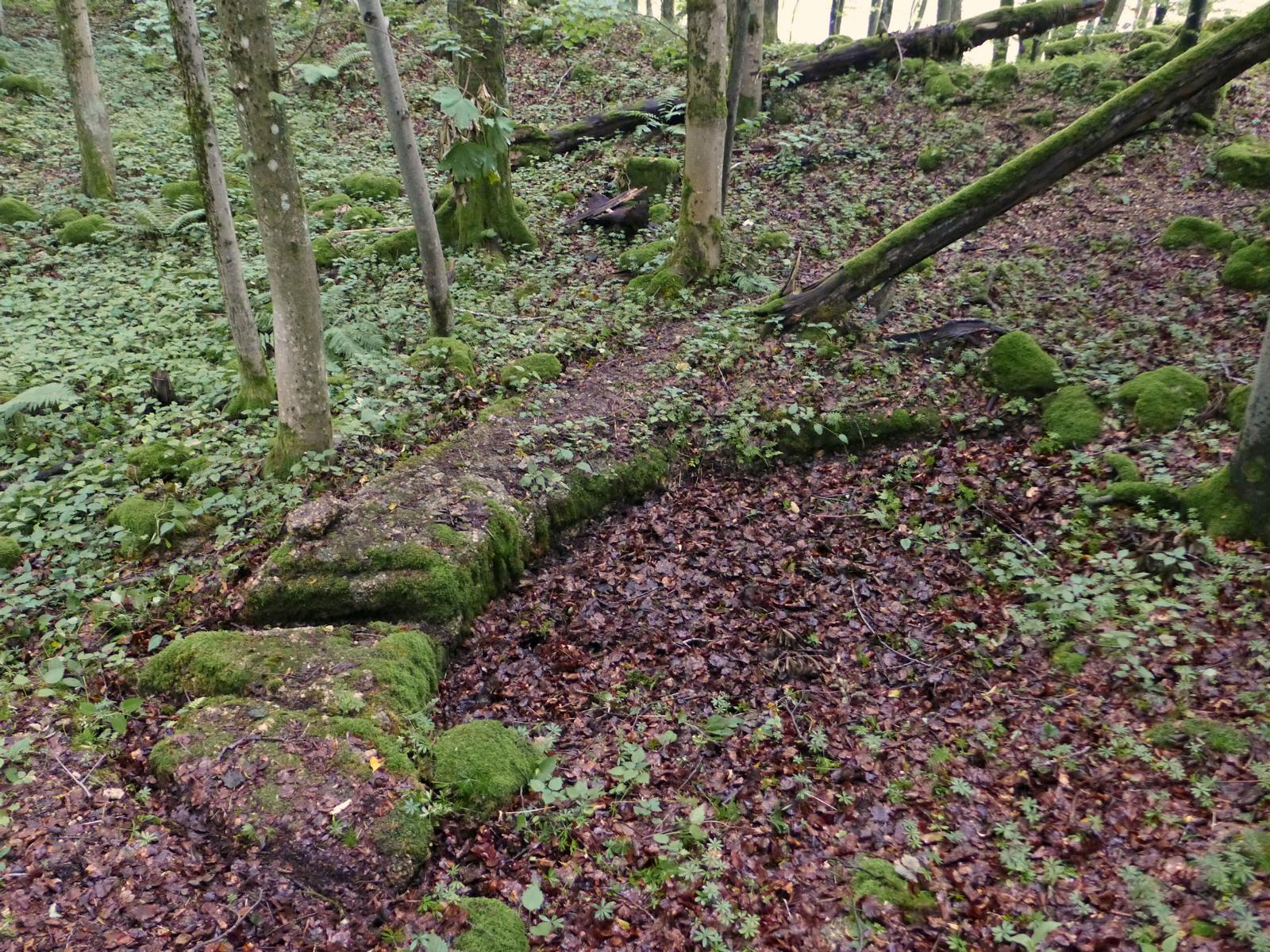
Zisterne in der Vorburg unter dem Burgfelsen
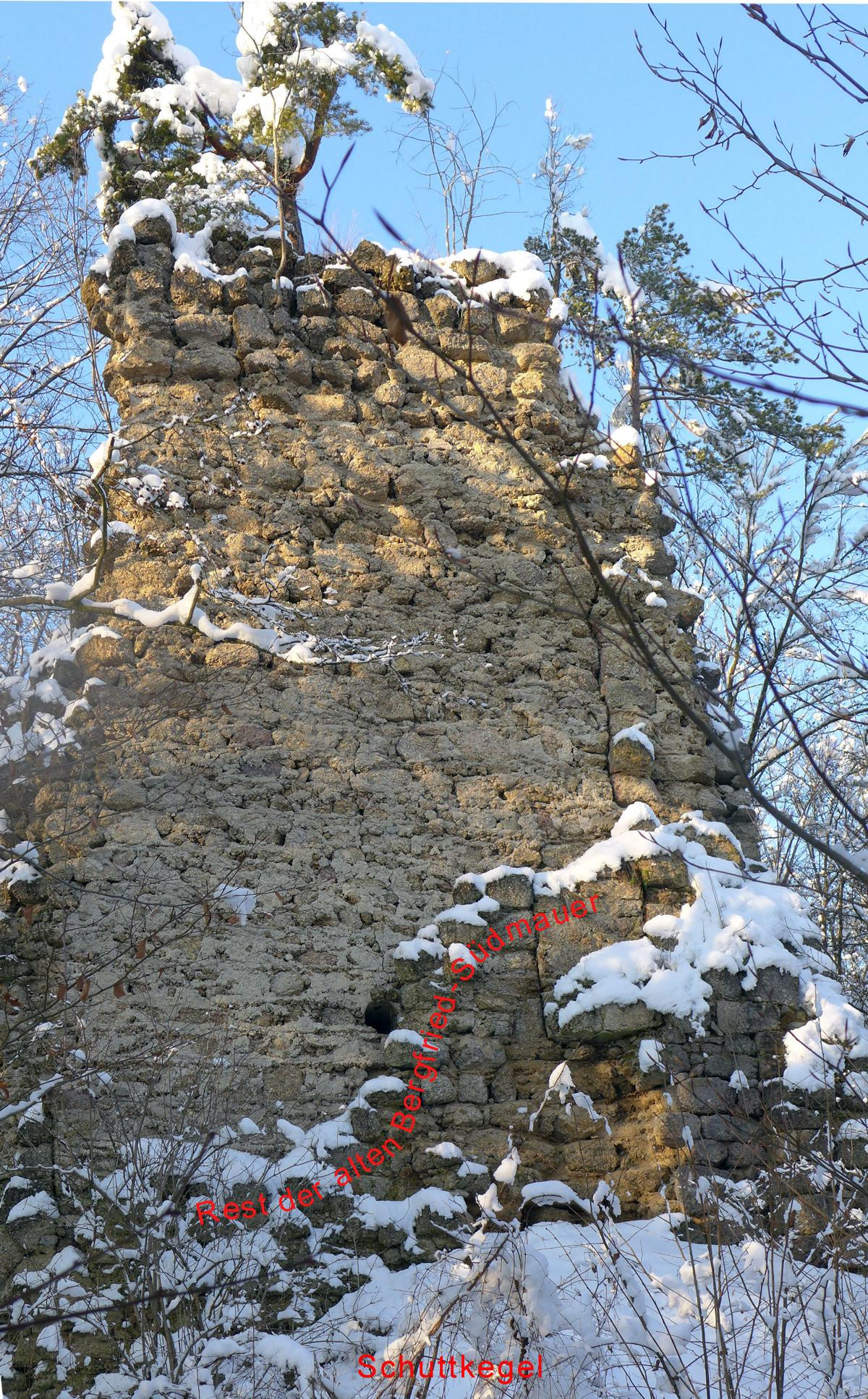
Schutzmauer von Süden. Davor Schuttkegel der Bergfried-Südmauer